# Martha M. Place

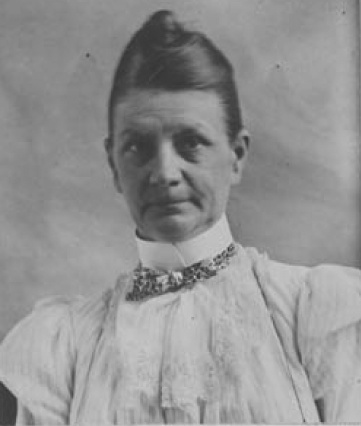
Martha Place

Martha M. Place (ur. 1854 lub 1855, zm. 20 marca 1899) – pierwsza kobieta z 27 ogółem (w tym jednej niepełnoletniej) straconych w Stanach Zjednoczonych na krześle elektrycznym.
Została skazana na śmierć za zamordowanie swojej siedemnastoletniej pasierbicy oraz próbę zamordowania własnego męża. Theodore Roosevelt, ówczesny gubernator stanu Nowy Jork, nie skorzystał z prawa łaski. Wyrok wykonano w więzieniu Sing Sing w Nowym Jorku.
Planowanie jej egzekucji sprawiło początkowo pewne problemy, gdyż nigdy dotąd nie stracono na krześle elektrycznym kobiety.
Wykonawcą wyroku był Edwin Davis.